# Peter Weber (Handballspieler)
Peter Weber (* 27. März 1962; † Oktober 1999) war ein Schweizer Handballspieler.

## Werdegang
Weber spielte von 1974 bis 1980 beim TV Stein und anschliessend beim TV Möhlin, später beim TV Zofingen und beim RTV 1879 Basel. Mit 180 Treffern war er in der Saison 1982/83 bester Torschütze der Nationalliga A. Seine Laufbahn beendete er aufgrund von Kniebeschwerden. Für die Schweizer Nationalmannschaft bestritt er 107 Länderspiele, in denen er 346 Tore erzielte.
1984 nahm er an den Olympischen Sommerspielen teil, erreichte mit der Schweiz den siebten Rang und erhielt nach seinen überzeugenden Auftritten in Los Angeles ein Angebot des FC Barcelona. Der 1,98 Meter grosse, wurfgewaltige Weber lehnte aber aufgrund seines Studiums ab. An der Weltmeisterschaft 1986 im eigenen Land war Weber mit 35 Treffern zehntbester Torschütze des Turniers und wurde mit seiner Nationalmannschaft Elfter.
Weber starb im Oktober 1999 an einer Viruserkrankung.